# Bryan Genesse
Bryan V. Genesse (ur. 20 marca 1964 w Hamilton) – kanadyjski aktor telewizyjny.

## Życiorys

### Wczesne lata
Urodził się w Hamilton w prowincja Kanady – Ontario. Dorastał w Harlemie, dzielnicy Nowego Jorku. W wieku dwunastu lat trenował sztuk walki, w tym karate, zdobywając czarny pas w taekwondo i dwóch stylach kung-fu. Pracował przez jakiś czas jako wykidajło.

### Kariera
Rozpoczął karierę aktorską w komedii Seks na luzie (Screwballs II – Loose Screws, 1985) w roli Brada Lovetta. Rok potem wystąpił w komedii Blake’a Edwardsa Bez uczucia (Deep Skin, 1986) u boku Vincenta Gardenii i Johna Rittera oraz telewizyjnym dramacie kryminalnym NBC Spadająca Gwiazda (Perry Mason: The Case of the Shooting Star, 1986) z Raymondem Burrem, Ronem Glassem, Williamem Kattem, Barbarą Hale, Joe Pennym, Wendy Crewson i Alanem Thicke.
Od 30 marca 1987 do 12 grudnia 1988 i od 12 marca 2009 do 27 października 2009 wcielał się w postać sprytnego Rocco Carnera, pracownika Forrester Creations w operze mydlanej CBS Moda na sukces (The Bold and the Beauty).
Był autorem choreografii sztuk walki w serialu Street Justice (1991-93), gdzie wystąpił jako ekspert sztuk walki Grady Jameson z Carlem Weathersem Grał także w komedii Kalifornijski Casanova (California Casanova, 1991) z Jerrym Orbachem i Audrey Landers, dreszczowcu sci-fi Policyjny cyborg III (Cyborg Cop III, 1995) z Frankiem Zagarino, Operation Delta Force 3: Clear Target (1998) z Jimem Fitzpatrickiem czy The Circuit (2002) z Olivierem Grunerem, Billy Drago i Lorenem Avedonem. Był reżyserem i scenarzystą filmu sensacyjno-przygodowego Bandzior (Bad Guys, 2000) z Martinem Kove, Johnem Phillipem Law, Michaelem Madsenem i Jamesem Russo.
18 czerwca 1994 poślubił Brooke Theiss. Mają dwójkę dzieci: syna Mitchella (ur. 15 lipca 1995) i córkę Aubrey Ann (ur. 21 października 2008).

## Filmografia

### Filmy fabularne
- 1985: Sex na luzie (Loose Screws) jako Brad Lovett
- 1986: Spadająca Gwiazda (Perry Mason: The Case of the Shooting Star, TV) jako Dak Foster
- 1989: Bez uczucia (Deep Skin) jako Rick Curry
- 1991: Kalifornijski Casanova (California Casanova) jako Leech
- 1995: Cybernetyczny gliniarz 3 (Cyborg Cop III) jako Max Colley
- 1995: Człowiek bomba (Human Timebomb) jako Parker
- 1995: Ostatnia szansa ludzkości (Terminal Virus, TV) jako Joe Knight
- 1999: Operacja Delta Force 3 (Operation Delta Force 3: Clear Target) jako Hutch
- 2000: Zastępstwo (The Alternate) jako lider
- 2000: Bandzior (Bad Guys) jako Jack Ford
- 2002: Przyjdź i mnie zabij (We'll Meet Again, TV) jako Tim
- 2003: Pociąg strachu (Death Train) jako Ryan
- 2004: Fire: Stań na drodze żywiołu (Nature Unleashed: Fire) jako Jake
- 2005: Edison jako agent Campbell

### Seriale TV
- 1987–88: Moda na sukces (The Bold and the Beauty) jako Rocco Carner
- 1990: Dzieciaki, kłopoty i my (Growing Pains) jako Biker Shiv
- 1991-93: Street Justice jako Grady Jameson
- 2001–2002: Wydział spraw zamkniętych (Cold Squad) jako Dan
- 2009: Moda na sukces (The Bold and the Beauty) jako Rocco Carner